# Alexander Schnütgen

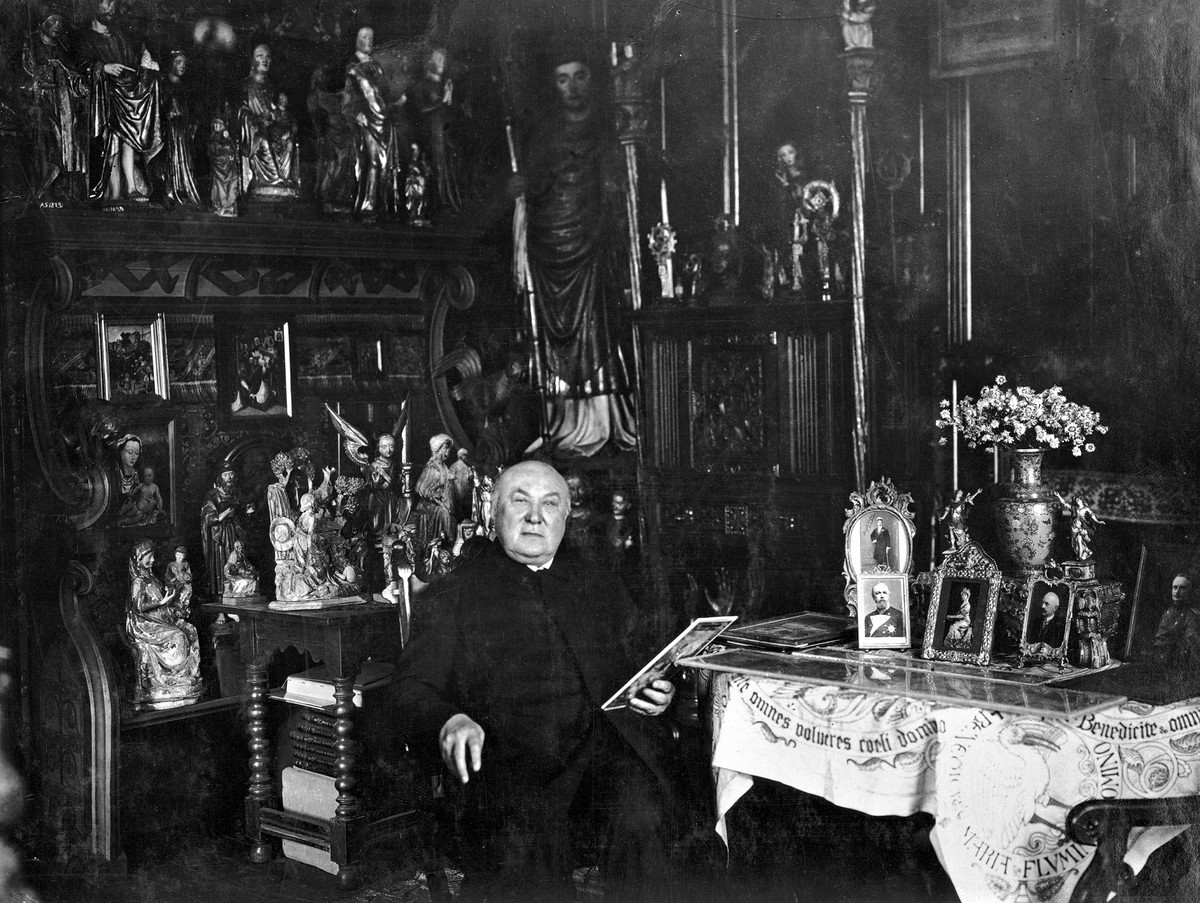
W swoim domu w 1910

Johann Wilhelm Alexander Schnütgen (ur. 22 lutego 1843 w Steele (obecnie dzielnica Essen), zm. 24 listopada 1918 w Listernohl) – ksiądz, teolog oraz miłośnik i kolekcjoner dzieł sztuki. Kanonik kapituły katedry w Kolonii, założyciel muzeum w tymże mieście.

## Życiorys
Alexander Schnütgen urodził się w roku 1843 w Steele (obecnie Essen-Steele). Po ukończeniu Königlichen Gymnasium am Burgplatz w Essen, w roku 1860 studiował teologię w Westfalskim Uniwersytecie Wilhelma w Münster, Uniwersytecie Eberharda Karola w Tybindze oraz w Katolickim Uniwersytecie w Lowanium ponadto w seminariach duchownych w Moguncji i Kolonii. Dnia 7 kwietnia 1866 w kolońskim kościele Franciszkanów przyjął święcenia kapłańskie. Następnie otrzymał godność wikarego i proboszcza katedry w Kolonii. W 1903 roku za swoje zasługi otrzymał tytuł profesora honorowego Wydziału Teologii Katolickiej Reńskiego Uniwersytetu Fryderyka Wilhelma w Bonn. Dnia 26 października 1910 Alexander Schnütgen otrzymał tytuł Honorowego Obywatela Miasta Kolonii. 24 listopada 1918 roku Alexander Schnütgen zmarł w Listernohl koło Olpe. Od 1956 roku w tym miejscu znajduje się zbiornik retencyjny – jezioro Biggesee.

## Zbiory sztuki Alexandra Schnütgena
Od czasów pełnienia funkcji wikarego Alexander Schnütgen interesował się sztuką dawną, głównie sakralną. Wraz z biskupem pomocniczym Kolonii Johannem Baudrim prowadził wizytacje dóbr kościelnych na terenie całej archidiecezji kolońskiej i gromadził dzieła z kolońskich kościołów, które były systematycznie wyburzane, ponadto nabywał zabytki przez handel antykwaryczny, lub od właścicieli mniejszych kolekcji dzieł sztuki. Kierował się mottem, którego tekst jest zapisany w Ewangelii według świętego Jana: colligite fragmenta, ne pereant (według Wulgaty) „Zbierzcie pozostałe ułomki, aby nic nie zginęło” (J 6, 12). Alexander Schnütgen dzięki swojej działalności kolekcjonerskiej ocalił od zaprzepaszczenia średniowieczne dziedzictwo Kolonii – liczne rzeźby, obrazy, witraże, wyroby rzemiosła artystycznego. Liczba dzieł przez niego zgromadzonych oscylowała wokół 6500 i stanowiła rdzeń założonego przez niego muzeum, które początkowo wchodziło w skład kolońskiego Muzeum Archidiecezjalnego.
W kwietniu 1888 roku Alexander Schnütgen założył Zeitschrift für christliche Kunst, ponadto był redaktorem tego magazynu do 1913 roku. W latach 1891–1896 i 1900-1906 był prezesem Stowarzyszenia Sztuki Chrześcijańskiej Arcybiskupstwa Kolonii (Christlichen Kunstvereins für das Erzbistum Köln).